# سریش تماشائی
سریش تماشائی (نام علمی: Eremurus spectabilis) نام یکی از گونه‌های سردهٔ سریش است. ارتفاع گیاه به ۱۲۰ سانتیمتر می‌رسد. گل‌های آن زرد بسیار کمرنگ تا سفید است. از مشخصات بسیار عمده این گونه وجود رگه‌ها و خطوط برجسته عرضی تخمدان و میوه و همچنین پرچم‌های بلند و نارنجی رنگ آن است. این گونه معمولی‌ترین گونهٔ سریش در ایران بوده و منطقهٔ رویشی آن در ارتفاعات متوسط سلسله جبال البرز و زاگرس است. زمان گلدهی در ماه اردیبهشت است.